# William Paca

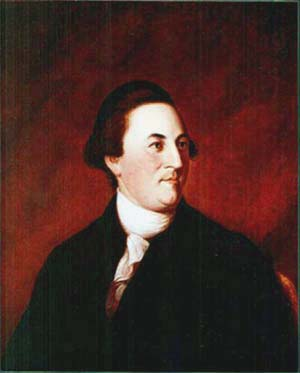
William Paca (Porträt von Charles Willson Peale, 1772.)

Die fünfköpfige Entwurfskommission für die Unabhängigkeitserklärung der präsentiert ihre Arbeit dem Kongress. Gemälde von John Trumbull. Paca ist auf der linken Seite als die erste stehende Person von links dargestellt.

William Paca (* 31. Oktober 1740 in Abingdon, Province of Maryland; † 23. Oktober 1799 im Queen Anne’s County, Maryland) war ein amerikanischer Jurist und Politiker. Er unterzeichnete für Maryland die Unabhängigkeitserklärung der Vereinigten Staaten und ist damit einer der amerikanischen Gründerväter.
Paca wurde zu Hause unterrichtet, besuchte dann das Philadelphia College und schloss es mit 18 Jahren als Master ab. Paca studierte in Annapolis in einem Rechtsanwaltsbüro Recht und wurde danach im Inner Temple in London ausgebildet. Er kehrte heim, um von 1764 an in Annapolis als Jurist zu praktizieren.
Paca nahm am politischen Widerstand gegen eine Steuer des königlichen Gouverneurs vor dem Ausbruch der amerikanischen Unabhängigkeitsbewegung teil und wurde ein bekannter Anführer der patriotischen Bewegung. Er wurde 1771 in die Provinzversammlung von Maryland gewählt und nahm 1774 am Ersten Kontinentalkongress teil. Paca wurde wiedergewählt und blieb bis 1779 Delegierter, als er Oberster Richter von Maryland wurde; zwischenzeitlich saß er von 1777 bis 1779 auch im Senat von Maryland. 1782 wurde er zum Gouverneur seines Staates gewählt, wobei er sich gegen Daniel of St. Thomas Jenifer durchsetzte. Im Jahr 1789 wurde er Richter am Bundesbezirksgericht für Maryland und blieb bis zu seinem Tod im Amt.
Paca starb auf seinem Landsitz Wye Hall im Queen Anne’s County und wurde dort auf dem Familienfriedhof begraben. Er war seit dem 26. Mai 1763 mit Mary Chew, der Tochter eines bedeutenden Plantagenbesitzers, verheiratet, mit der er drei Kinder hatte, von denen nur ein Sohn das Erwachsenenalter erreichte.